# 浅野亜希子
浅野 亜希子（あさの あきこ、1977年10月3日 - ）は、日本のラジオタレント。血液型はA型。大阪府大阪市中央区出身。立命館大学政策科学部政策科学科卒業。

## 来歴
中学、高校時代から英語が得意で、高校時代（大阪市立南高校英語科）から海外に交換留学生に選ばれた。アナウンスの仕事に興味を持ったきっかけは、中学時代にさかのぼる。当時、放送部に所属し、NHKアナウンスコンテストに出場した。朗読部門、およびアナウンス部門の2部門において最優秀2回・優秀１回の成果を収め、3年生では模範アナウンスを大会から任された。大学時代はチアリーダー部のPeeWeesに所属。
2006年に結婚。出産のため、2007年5月に最後まで出演していたラジオ大阪の「OSAKA歌謡ウェーブ」と「きよしとドドンパ」の2番組を降板。

## 出演番組
- 結婚後一時休養していたが08年南紀白浜コミュニティ放送局「FMビーチステーション」朝ナビ７６４　金曜日担当で復帰することとなる。

### かつて出演していた番組

#### KBS京都ラジオ
- 浅野亜希子の765STADIUM
- 日高のり子のHAPPY＠

#### ラジオ大阪
- バンザイ歌謡曲それッ!（金曜日担当)
- 歌謡曲これイチバン!（同上）
- 原田年晴のラジオでおはよう
- OSAKA歌謡ウェーブ
- きよしとドドンパ

#### 文化放送
- 智一・美樹のラジオビッグバン

#### MBSラジオ
- 嵐の金曜カウントダウン MBS TOP40

#### FM大阪
- 851ラジオショッピング